# Hamburgö (småort)
Hamburgö är en bebyggelse på Hamburgö i Kville socken i Tanums kommun. Från 2015 avgränsar SCB här en småort. Fram till 2015 räknades den nordöstra delen av denna bebyggelse till tätorten Hamburgsund.